# باول دويل (لاعب كرة قدم)
باول دويل (بالإنجليزية: Paul Doyle)‏ هو لاعب كرة قدم بريطاني، ولد في 26 سبتمبر 1984 في بلزهيل ‏ في المملكة المتحدة. لعب مع نادي إيست فيف.

## وصلات خارجية
- باول دويل على موقع قاعدة بيانات كرة القدم.إي يو (الإنجليزية)
- باول دويل على موقع Soccerbase.com (لاعب) (الإنجليزية)